# Campionati ibero-americani di atletica leggera
I Campionati ibero-americani di atletica leggera (in spagnolo Campeonato Iberoamericano de Atletismo) sono una competizione internazionale di atletica leggera nata nel 1983 organizzata dalla Asociación Iberoamericana de Atletismo (AIA).
A questa competizione, che si tiene con cadenza biennale, possono prendere parte solo atleti provenienti dai paesi membri dell'AIA. 

## Storia
Precursore della manifestazione sportiva è stato l'evento tenuto nel 1960 con il nome di Giochi ibero-americani a Santiago del Cile focalizzato sull'atletica leggera a cui ha fatto seguito una seconda edizione ospitata a Madrid nel 1962.

Con la formazione dell'AIA, a Madrid, si è presto potuto dare vita ad una prima manifestazione dei campionati, che ebbe luogo nel 1983 a Barcellona, in Spagna. Inizialmente ai Campionati avrebbero potuto partecipare Spagna, Portogallo e le nazioni delle Americhe e dell'Africa di lingua spagnola o portoghese; ma raramente si è vista la partecipazione di delegazioni di paesi africani. Nella prima edizione del 1983 a Barcellona fu consentita la partecipazione alle gare di atleti ospiti provenienti da paesi extra area geografica.

## Edizioni
Giochi ibero-americani
| Edizione | Anno | Città    | Nazione | Data            | Sede                      |
| -------- | ---- | -------- | ------- | --------------- | ------------------------- |
| 1        | 1960 | Santiago | Cile    | 11 - 16 ottobre | Stadio Nazionale del Cile |
| 2        | 1962 | Madrid   | Spagna  | 7 - 12 ottobre  | Estadio de Vallehermoso   |

Campionati ibero-americani
| Edizione | Anno | Città                  | Nazione    | Data              | Sede                                    |
| -------- | ---- | ---------------------- | ---------- | ----------------- | --------------------------------------- |
| 1        | 1983 | Barcellona             | Spagna     | 23 - 25 settembre | Estadio Municipal Joan Serrahima        |
| 2        | 1986 | L'Avana                | Cuba       | 27 - 28 settembre | Estadio Pedro Marrero                   |
| 3        | 1988 | Città del Messico      | Messico    | 22 - 24 luglio    | Estadio Olímpico Universitario          |
| 4        | 1990 | Manaus                 | Brasile    | 14 - 16 settembre | Vila Olímpica                           |
| 5        | 1992 | Siviglia               | Spagna     | 17 - 19 luglio    | Estadio Olímpico de la Cartuja          |
| 6        | 1994 | Mar del Plata          | Argentina  | 27 - 30 ottobre   | Estadio Municipal Teodoro Bronzini      |
| 7        | 1996 | Medellín               | Colombia   | 29 - 30 maggio    | Estadio Alfonso Galvis Duque            |
| 8        | 1998 | Lisbona                | Portogallo | 17 - 19 luglio    | Stadio Universitario di Lisbona         |
| 9        | 2000 | Rio de Janeiro         | Brasile    | 20 - 21 maggio    | Estadio Célio de Barros                 |
| 10       | 2002 | Città del Guatemala    | Guatemala  | 11 - 12 maggio    | Estadio Cementos Progreso               |
| 11       | 2004 | Huelva                 | Spagna     | 7 - 8 agosto      | Estadio Iberoamericano                  |
| 12       | 2006 | Ponce                  | Porto Rico | 26 - 28 maggio    | Estadio Francisco Montaner              |
| 13       | 2008 | Iquique                | Cile       | 13 - 15 giugno    | Estadio Tierra de Campeones             |
| 14       | 2010 | San Fernando           | Spagna     | 4 - 6 giugno      | Estadio Bahía Sur                       |
| 15       | 2012 | Barquisimeto           | Venezuela  | 8 - 10 giugno     | Polideportivo Máximo Viloria            |
| 16       | 2014 | San Paolo              | Brasile    | 1º - 3 agosto     | Estádio Ícaro de Castro Melo            |
| 17       | 2016 | Rio de Janeiro         | Brasile    | 14 - 16 maggio    | Estádio Olímpico João Havelange         |
| 18       | 2018 | Lima                   | Perù       | 24 - 26 agosto    | Villa Deportiva Nacional                |
| -        | 2020 | Santa Cruz de Tenerife | Spagna     | -                 | Centro Insular de Atletismo de Tenerife |
| 19       | 2022 | La Nucia/Torrevieja    | Spagna     | 20 - 22 maggio    | Stadio olimpico Camilo Cano             |